# گئورگی گئورگیف (بازیکن فوتبال، زاده ۱۹۴۸)
گئورگی گئورگیف (بلغاری: Георги Георгиев؛ زادهٔ ۸ سپتامبر ۱۹۴۸) بازیکن فوتبال است.
وی همچنین در تیم ملی فوتبال بلغارستان بازی کرده است.